# Жамсаранова, Зоя Шоймполовна
Жамсаранова Зоя (Сэсэгма) Шоймполовна (род. 17 октября 1942 г. в селе Хоринск, теперь Хоринского района Республики Бурятия) — бурятский, советский деятель, чабан совхоза Анинский Бурятской АССР.

## Биография
Окончила 8 классов Хоринской средней школы. С 1958 г. по 1978 г. работала в совхозе Анинский, где показывала отличные производственные результаты. трудились родители.
В 1970 г. была избрана депутатом Верховного Совета СССР 8-созыва (1970—1974 гг.).
В 1971 г. стала членом Коммунистической партии.
Указом Президиума Верховного Совета в 1971 году Зоя Шоймполовна была награждена Орденом Трудового Красного Знамени.
Зоя Шоймполовна трудилась в сельском хозяйстве до 1978 года. Далее по состоянию здоровья ушла и работала в управлении оросительных систем, затем в районных электрических сетях сторожем до выхода на пенсию в 1997 году. Её общий трудовой стаж составил 40 лет.